# Swydiwok
Swydiwok (ukr. Свидівок) – wieś na Ukrainie, w obwodzie czerkaskim, w rejonie czerkaskim. W 2001 liczyła 2220 mieszkańców, wśród których 2060 jako ojczysty język wskazało ukraiński, 156 rosyjski, 1 mołdawski, 1 białoruski, a 2 inny.